# Liste lateinischer Ortsnamen
Die Liste lateinischer Ortsnamen gibt einen Überblick über die im Mittelalter und der frühen Neuzeit gebräuchlichen lateinischen Namen bekannter Orte. Den im Deutschen gebräuchlichen Namen geographischer Objekte sind die oft latinisierten Entsprechungen gegenübergestellt. Zu antiken Ortsbezeichnungen, die in Mittelalter und Neuzeit nicht mehr verwendet wurden, siehe die Liste antiker Ortsnamen und geographischer Bezeichnungen. Zu Belegen für die hier aufgeführten lateinischen Bezeichnungen siehe die jeweiligen Artikel.
Zur Deklination lateinischer Nennwörter (Nomina) siehe Lateinische Grammatik.

## Europa

### Belgien
- Antwerpen: Antverpia, Antverp, Anvers, Amberes
- Brügge: Brugis Flandorum
- Brüssel: Bruxellae
- Diksmuide: Dixmuda
- Gent: Ganda, Gandavum (Adj. Gandavensis)
- Geraardsbergen: Gerhardi Mons, Gerardo-Montium
- Kortrijk: Cortoriacum, Cortracum
- Hulst: Hulstum
- Lüttich: Leodium, Leodicum
- Menen: Menina
- Nieuwpoort: Neoportus
- Oudenaarde: Aldenarda
- Ronse: Rothnacum
- Tongern: Aduatuca Tungrorum
- Ursel: Ursellae

### Bulgarien
- Baltschik: Dionysopolis
- Gigen: Colonia Ulpia Oescus, Oescus, Escus
- Archar: Ratiaria
- Chissarja: Diocletianopolis
- Dewnja: Marcianapolis
- Lom: Almus
- Lowetsch: Melta
- Montana: Montana, Montanesium
- Nessebar: Messembria
- Nicopolis ad Nestum
- Kjustendil: Pautalia
- Nikjup: Nicopolis ad Istrum
- Petritsch: Petra
- Plewen: Storgosia
- Plowdiw: Philippopolis, Trimontium
- Pomorie: Anchialus
- Rasgrad: Abritum, Abrittus
- Russe: Sexaginta Prista (Stadt der 60 Schiffe)
- Separewa Banja: Germanea
- Silistra: Durostorum
- Sofia: Serdica
- Sosopol: Apollonia Pontika, Sozopolis
- Stara Sagora: Augusta Traiana
- Swischtow: Novae
- Warna: Odessus
- Widin: Bononia

### Dänemark
- Aalborg: Aalburgum, Aelburgum, Albia, Alborgum, Alburgum
- Aarhus: Aarhusia (Adj. Aarhusiensis), Aarhusum, Ahusa, Ahusia, Arusium
- Fünen: Fionia insula, Fiunia
- Grönland: Gronlandia, Grenelandia, Gronia, Secanunga
- Jütland: Chersonesus Cimbrica, Cimbrorum Promontorium, Dania cismarina, Jutia
- Kopenhagen: Hafnia
- Seeland: Codania, Codanonia insula, Selandia, Semelandia, Zelandia

### Deutschland

#### Baden-Württemberg
- Aalen: Alae
- Baden-Baden: Aqua Aurelia
- Badenweiler: Aquae villae
- Breisach am Rhein: Mons Brisiacus
- Donnstetten: Clarenna
- Emmendingen: Emmendinga, Marchionatus Hochbergici metropolis
- Freiburg im Breisgau: Friburgum Brisgoviae
- Heidelberg: Heidelberg[1]
- Heidenheim an der Brenz: Aquileia
- Hüfingen: Brigobane
- Karlsruhe: Lucum Caput, Hesychopolis
- Kirchzarten: Tarodunum
- Köngen: Grinario
- Konstanz: Constantia
- Ladenburg: Lopodunum
- Mannheim: Manhemium
- Müllheim im Markgräflerland: Villa Mulinhaimo
- Oberdorf am Ipf: Opia
- Öhringen: Vicus Aurelianus
- Pforzheim: Portus
- Rottenburg: Sumelocenna
- Rottweil: Arae Flaviae, neulat. Rotvila
- Säckingen (Bad): Seconiensis
- Sinsheim: Saliobriga
- Tübingen: Tubinga
- Ulm: Ulma
- Wertheim: Werthemium

#### Bayern
- Abach: Abudiacum Danubianum, Abusina
- Abensberg: Aventinum, Abeusperga Abusina
- Altdorf: Altdorfium
- Altötting: Ottinga
- Ansbach: Onoldia
- Aschaffenburg: Asciburgum, Aseiburgum, Colonia Trajana
- Augsburg: Augusta Vindelicorum
- Bamberg: Bamberga (Adj. Bambergensis), Babenberga
- Bayreuth: Baruthia
- Eichstätt: Eystettenga (Adj. Eystettensis)
- Freising: Frisinga (Adj. Frisingensis)
- Füssen: Foetes
- Günzburg: Guntia
- Hof (Saale): Curia Variscorum, Curia Nariscorum
- Ingolstadt: Angelstadium, Ingolstadium
- Kempten: Campidonum, Cambodunum
- Kulmbach: Culminaha, Culmbacum (Adj. Culmbacensis), Culembacensis marchionatus
- München: Monachium, Monachum, Monacum
- Nürnberg: Neroberga, Norimberga, Nuremberga
- Offenstetten: Uvidum, Uvidusbonna
- Partenkirchen: Parthanum, Patrodunum, Parthmum
- Passau: Bacodurum, Batavia, Bathavinus, Bazzowa, Passavium
- Regensburg: Ratisbona, Castra Regina
- Rosenheim: Pons Aeni
- Velden (Pegnitz): Veldtuna
- Würzburg: Herbipolis (Adj. Herbipolensis), Wurceburgum

#### Berlin
- Berlin: Berolinum
- Cölln: Colonia ad Sprevum oder Colonia Marchica
- Spandau: Spandavia

#### Brandenburg
- Frankfurt (Oder): Francofortum ad Oderam, Francofortum ad Viadrum, Francofortum Marchionum, Trajecti ad Viadrum
- Lebus: Lubus, Lebusium, Libusia
- Großräschen: Redschin magnum

#### Bremen
- Bremen: Brema, Fabirana, Phabiranum Saxorum

#### Hamburg
- Hamburg: Hamburgum, Hammipolis, Hammaburgum, Hammonia

#### Hessen
- Flechtdorf: Flectorpensis, Vletorpensis
- Frankfurt am Main: Francofortum ad Moenum, Helenopolis, Vada Francica
- Gießen: Giessa (Adj. Giessensis)
- Herborn: Herbornæ Nassoviorum
- Kassel: Cassel
- Wetzlar: Wetzlaria, Witflaria
- Wiesbaden: Aquae Mattiacorum, Mattiacum

#### Mecklenburg-Vorpommern
- Greifswald: Gryphisvaldia
- Rostock: Rostochium
- Schwerin: Suerinum
- Stralsund: Stralsunda
- Wismar: Wismaria

#### Niedersachsen
- Braunschweig: Brunonia, Brunsviga, Brunopolis
- Emden: Amisia
- Göttingen: Gottinga (Goettinga, Gotinga), Gutingi
- Hannover: Hanovera, Hannoveria
- Hildesheim: Hildesia
- Jever: Gevera[2]
- Lüneburg: Luneburgum, Lunaburgum, Selenopolis
- Norden (Ostfriesland): Norda
- Osnabrück: Ansibarium
- Peine: Poynum, Castrum Bognum, Boyanum Castrum[3]
- Uelzen: Ulyssea
- Wolfenbüttel: Guelferbytum, Guelferbyta

#### Nordrhein-Westfalen
- Aachen: Aquisgranum, Aquae Grani
- Asberg: Asciburgium
- Beckum: Bekemense
- Bielefeld: Bilivelda, Bilveldia, Campus Albus, Albocampus
- Bonn: Castra Bonnensia, Bonna
- Burtscheid (Stadtteil von Aachen): Porcetum
- Corvey (Stadtteil von Höxter): Corbeia Nova
- Deutz (Stadtteil von Köln): Castrum divitensium
- Dormagen: Durnomagus
- Dortmund: Tremonia
- Duisburg: Dispargum, Diusburgum, Hespargum, Duisburgum ad Rhenum, Dystporum, Teutoburgum, Tuiscoburgum
- Düren: Villa Duria, vormals auch Marcodurum
- Emmerich: Embrica
- Erberich: Arboriacum
- Erkelenz: Herculentium
- Eschweiler: Ascvilare
- Essen: Assindia
- Frechen: Frekena
- Hamm: Hammona
- Hausberge: Porta Westfalica[4]
- Hennef: Hannapha
- Herford: Hervordia/Herfordia, Herfurtum
- Herne: Haranni
- Jülich: Iuliacum
- Köln: Agrippina Romanorum, Agrippina Ubiorum, Colonia Agrippinensis, Colonia Claudia Ara Agrippinensium
- Linnich: Linnica
- Lippstadt: Lippia
- Münster: Monasterium
- Mützenich: Mutiniacum
- Neuss: Novaesium
- Paderborn: Paderborna[5], Padiborna
- Qualburg: Quadriburgium
- Sechtem: Sephteme, ursprünglich: ad Septimam leugam
- Siegen: Signiacensis, auch Siegenensis, Sieganus, Siegensis
- Soest: Sosatia[5], Susatum
- Uerdingen: Castra Ordeonii
- Valbert: Vallis Bertae (siehe aber: Valbert#Name)
- Xanten: Colonia Ulpia Traiana, Vetera
- Zülpich: Tolbiacum

#### Rheinland-Pfalz
- Ahrweiler: Arapolitanus
- Altrip: Alta ripa
- Alzey: Alteium, Altiaia
- Andernach: Antunnacum
- Bad Breisig: Brisiacum
- Bad Kreuznach: Cruciniacum
- Bingen am Rhein: Bingium
- Boppard: Baudobriga
- Kaiserslautern: Lutra, Villa Luthra
- Karden: Vicus Cardena
- Koblenz: Confluentes
- Konz: Contionacum
- Kusel: Cosla
- Mainz: Moguntia, Mogontiacum, Moguntiacum, Maguntie
- Mayen: Megina
- Montabaur: Mons Tabor, Castellum Humbacense
- Neumagen-Dhron: Noviomagus Nemetum
- Nierstein/Oppenheim/Dienheim: B(a)uconica
- Pünderich: Pontaricum, Pontones
- Remagen: Rigomagus
- Rheinbrohl: Broele trans Rhenum
- Sinzig: Sentiacum
- Speyer: Noviomagus, Noviomagus Nemetum, Nemetae, mittelalterlich: Spira (Nemetum)
- Trier: Augusta Treverorum
- Unkel: Uncus
- Worms: Wormatia, Borbetomagus
- Zweibrücken: Bipontum

#### Saarland
- Blieskastel: Castellum ad Blesam
- Dudweiler: Duodonis Villare (Spätlatein), Duodonis Villae
- Pachten: Contiomagus
- Roden: Rodēna
- Saarbrücken: Saravi Pons, Saraepontum
- Saarwellingen: Vailingua
- Schiffweiler: Scufines villare

#### Sachsen
- Bautzen: Budissa
- Chemnitz: Chemnicium, Chemnitium
- Dresden: Dresda
- Eilenburg: Ileburgum, Eilenburgum
- Görlitz: Gorlicium, Gorlitium, Gorliticum
- Meißen: Misnia, Misena
- Leipzig: Lipsia
- Oschatz: Osatium, Osatia
- Plauen: Plavia Variscorum
- Torgau: Argelia
- Zwickau: Cygnea

#### Sachsen-Anhalt
- Dessau: Dessavia
- Eisleben: Islebia
- Halberstadt: Hemipolis, Halberstadium, Halverstadium
- Halle (Saale): Halae Saxonum, Hallensis urbs, Salinae Saxonicae, Hala ad Salam, Hala Magdeburgica, Hala Salica, Hala Hermundurorum, Hala Venedorum
- Magdeburg: Magdeburgum, Virginum civitas, Parthenopolis
- Merseburg: Merseburgum, Martisburgum
- Naumburg (Saale): Naumburgum (Naumburgium, Nuenburgium)
- Wittenberg: Vitebergia

#### Schleswig-Holstein
- Bad Oldesloe: Adesla
- Dithmarschen: Thitmersia, Ditmercia, Ditmersia, Thiatmarsgaho, Thietmaringensium terra
- Fehmarn: Femera insula, Cimbria Parva, Fembre, Femelandia, Fimbria, Fimera, Imbra, Ymbria
- Flensburg: Flenopolis, Flensburgum
- Föhr: Fora insula, Foera
- Glückstadt: Gluckstadium, Tychopolis
- Helgoland: Sacra insula, Farria, Fosetislanda, Fostelandia, Hertha, Sancta insula, Sancta terra
- Itzehoe: Esesfeldum, Esselfeldum
- Kiel: Chilonium, Kilia, Kilonia
- Lübeck: Lubecca, Lubeca, Lubecum, Angulus laudis
- Neumünster: Novum Monasterium
- Nordfriesland: Frisea borealis
- Nordstrand: Glessaria insula, Austrania, Glossaria, Strandia
- Wagrien: Wagria, Wagirensis regio, Wagiria, Wagrensis terra

#### Thüringen
- Altenburg: Altenburgum in Misnia
- Eisenach: Hysnacum, Ysnacum
- Erfurt: Erfordia, Bicurgicorum Metropoli, Herevordia
- Geisa: Geisaha
- Gera: Gerapolis
- Gotha: Gotaha
- Heilbad Heiligenstadt: Hagiopolis, Thermae Hagiopoli, Heiligenstadium
- Jena: Jena (Iena, Ihena, Gena), Athenae ad Salam (Athen an der Saale)
- Meiningen: Meinunga, auch Meinunga porta franconia (Meiningen, Tor zu Franken)
- Mühlhausen/Thüringen: Mulhusa Thuringorum
- Nordhausen: Nordhusa, Nordhuse
- Rudolstadt: Rudolphopolis, Rudolstadium
- Saalfeld: Salfelda Thuringorum, Salfeldium, Salveldia, Salvelda
- Spahl: Spanelo
- Vacha: Vachhe
- Weimar: Vimaria, auch Vinaria

### Finnland
- Turku: Aboa

### Frankreich
- Agen: Agennum, Aginum
- Aix-en-Provence: Aquae Sextiae
- Ajaccio: Adiacium
- Antibes: Antipolis
- Apt: Apta Julia
- Arles: Arelate, Arelas
- Arras: Atrebatum
- Autun: Augustodunum
- Auxerre: Autissiodorum
- Avignon: Avenio, Avinioni
- Bayeux: Bagias
- Bayonne: Baiona
- Beauvais: Caesaromagus Bellovacorum
- Besançon: Bisuntium, Vesontio, Vesoncione
- Bordeaux: Burdigala
- Boulogne-sur-Mer: Bononia, Gesoriacum
- Briançon: Brigantium
- Caen: Cadomum
- Calais: Calesium, Caletum
- Cambrai: Cameracum
- Cannes: Ad Horrea, Canoae
- Chalons-sur-Marne: Catalaunum
- Chartres: Autricum
- Clermont-Ferrand: Averna, Claromontium, Augustonemetum
- Colmar: Columbaria
- Cavaillon: Cabellio
- Dijon: Diviodunum, Divionum
- Douai: Duacum
- Dünkirchen: Dunkerciae
- Embrun: Eburodunum
- Épinoy: Espinoia
- Forcalquier: Furnus Calcarius
- Fréjus: Forum Iulii
- Gap: Vapincum
- Grenoble: Gratianopolis
- Gravelines: Gravelinga
- Lannoy: Lanoia
- Laon: Laudunum
- Le Dorat: Dauratum
- Le Mans: Cenomanum
- Le Puy-en-Velay: Anicium
- Lille: Insulae, Insulis Flandorum, Rysselia, Rysela
- Limoges: Lemovicum
- Lisieux: Noviomagus Lexoviorum
- Lyon: Lugdunum Sequanorum, Lugdunum (Adj. Lugdunensis), Leon, Lione
- Marseille: Massilia
- Merville: Mergemum
- Metz: Divodurum, Mediomatricus, Mettis
- Montpellier: Mons Pellusanus
- Nantes: Nannetum
- Narbonne: Narbona
- Nîmes: Nemausum, Nemausa
- Nizza: Nicaea
- Noyon: Noviomagus Veromanduorum
- Orange: Arausio, Oragnia
- Orchies: Orcies, Orchiacum
- Orléans: Aurelia, Aurelianum, Aureliopolis, Cenabum
- Paris: Lutetia, Lutetia Parisiorum
- Reims: Remis, Rhemes, Durocortorum
- Rennes: Redones, Redonum, Condate
- Saint-Malo: Maclovium
- Saints: Santonensium
- Saint-Omer: Audomaropolis
- Straßburg: Argentina, Argentipolis, Argentoracum, Argentoratum, Augusta Trebocorum
- Sisteron: Segustero
- Toulon: Tolonium
- Toulouse: Tolosa
- Tours: Turonum, Caesarodunum
- Troyes: Trecae, Tricassium
- Vaison-la-Romaine: Vasio
- Verdun: Virdunum
- Vienne: Vienna Allobrogium

### Georgien
- Popoti: Pharasis

### Großbritannien
- Bath: Aquae Sulis
- Caerleon: Isca Silurum
- Cambridge: Cantabrigia
- Canterbury: Durovernum Cantiacorum
- Carlisle: Luguvalium
- Chelmsford: Caesaromagus
- Chester: Deva
- Chichester, West Sussex: Noviomagus Regnorum oder Noviomagus Regnensium
- Colchester: Camulodunum
- Cirencester: Corinium Dobunnorum
- Crayford: Noviomagus Cantiacorum
- Dover: Portus Dubris
- Edinburgh: Alata Castra, Edinburgum (Edenburgum)
- Exeter: Isca
- Gloucester: Glevum, Claudia Castrierta
- Hastings: Hestenga
- Ipswich: Gippevicum, Gypsuicum
- Kent: Cantium
- Leicester: Ratae Corieltavorum
- Lichfield: Letocetum
- Lincoln (Lincolnshire): Lindum
- London: Londinium, Augusta Trinobantium
- Manchester: Mamucium
- Newcastle: Novocastrum
- Oxford: Bellositi Dobunnorum, Oxonia
- Southampton: Clausentum
- St Albans: Verulamium
- Winchester: Venta Belgarum
- Wroxeter: Viroconium
- York: Eboracum

### Italien
- Aosta: Augusta Praetoria
- Arezzo: Arretium
- Asti: Hasta Pompeia
- Brindisi: Brundisium
- Bari: Barium
- Bergamo: Bergomum
- Bologna: Bononia
- Bozen: Bauzanum, Pons Drusi
- Brescia: Brixia
- Cagliari: Caralis
- Canosa di Puglia: Canusium
- Capri: Capreae
- Catania: Catina
- Cividale del Friuli: Forum Iulii
- Chiavenna: Clavenna
- Como: Comum
- Fano (Marken): Fani, Colonia Julia Fanestris, Fanestris
- Florenz: Florentia
- Lecce: Lupiae
- Mailand: Mediolanum
- Meran: Merona, Merania, Meranum
- Messina: Messana
- Modena: Mutina
- Neapel: Neapolis (von griechisch Νεάπολις)
- Padua: Patavium
- Palermo: Panormus, Balerne Castrum
- Parma: Parma
- Pavia: Papia, Ticini
- Perugia: Perusia
- Pescara: Aternum
- Piacenza: Placentia
- Rimini: Ariminum
- Rom: Roma
- Seborga: Castrum Sepulcri, Sepulcri Burgum, Seporca
- Sterzing: Vipitenum
- St. Lorenzen: Sebatum
- Tarent: Tarentum
- Teramo: Interamnia Praetutiorum
- Trient: Tridentum
- Turin: Augusta Taurinorum
- Udine: Utinum
- Venedig: Venetiae
- Venosa: Venusia
- Vicenza: Vicentia
- Volterra: Volaterra

### Kroatien
- Brač: Brattia, Bretia
- Cavtat (bei Dubrovnik): Epidaurum, Civitas Vetus
- Cres: Crepsa, Crexa
- Dubrovnik: Ragusium, Rausium, Rhausium, Ragusa
- Hvar: Pharus
- Korčula: Corcyra Nigra
- Krk: Curicta
- Labin: Albona
- Makarska: Muicurum
- Mljet: Melita, Meleta
- Nin: Aenona, Nona
- Omiš: Onaeum, Almissa
- Osijek: Mursa
- Osor: Apsorus
- Pag: Pamodus
- Pula: Pola
- Rab: Arba
- Senj: Senia
- Sisak: Siscia, Segestica
- Skradin (bei Šibenik): Scardona
- Slavonski Brod: Marsonia
- Solin (bei Split): Salona
- Split: Spalatum
- Ščitarjevo (bei Zagreb): Andautonia
- Šolta: Solentium
- Trogir: Tragurium
- Trsat (heute Stadtteil von Rijeka): Tarsatica
- Vid (bei Metković): Narona
- Vinkovci: Cibalae
- Vis: Issa
- Zadar: Iader, Iadera
- Zagreb: Zagrabia, Zagabria, Sagabria, Sagrabia

### Montenegro
- Risan: Rhizon

### Niederlande
- Alkmaar: Alcmariae
- Amsterdam: Amstelodamum (Amstelaedamum, Amsterodamum, Amstelredamum), Irenopolis
- Arnhem: Arnhemicum, Arnhemii Geldriae, Arnum
- Den Haag: Haga Comitis, Haga Comitum
- Heerlen: Coriovallum
- Gendt: Gentia
- Gouda: Gauda
- Leeuwarden: Leovardia
- Leiden: Lugdunum Batavorum
- Maastricht: Traiectum ad Mosam
- Middelburg: Medioburgum
- Nijmegen: Ulpia Noviomagus Batavorum, Noviomagus
- Roermond: Ruraemunde
- Rotterdam: Roterodamum
- Utrecht: Ultraiectum, Traiectum ad Rhenum

### Norwegen
- Oslo: Asloa
- Trondheim (Drontheim): Nidrosia

### Österreich
- Baden: Aquae
- Bregenz: Brigantium
- Dölsach/Lienz: Aguntum
- Enns: Lauriacum
- Globasnitz Ivenna
- Graz: Graecia, Graecium (Styriae)
- Innsbruck: Aenipontum, Oenipontum, Oeni pons, Aeni pons
- Klosterneuburg: Arrianis[6]
- Krems: Chremisa
- Kremsmünster: Cremifanum
- Leibnitz: Flavia Solva
- Lendorf: Teurnia
- Liezen: Stiriata
- Linz: Lentia
- Lorch: Lauriacum
- Lustenau: Lustenova
- Maria Saal/Magdalensberg/Klagenfurt: Virunum
- Mautern an der Donau: Favianis
- Neumarkt in Steiermark: Noreia
- Petronell: Carnuntum
- Salzburg: Iuvavum, Salisburgum
- Schwechat: Ala Nova
- St. Pölten: Aelium Cetium
- Seckau: Seccovia
- Tulln: Comagenis
- Villach: Villacum, Santiacum
- Wels: Ovilava
- Wien: Vindobona, Juliobona, Vienna (Austriae)
- Wilten: Veldidena

### Polen
- Allenstein: Nova civitas, Allenstenium
- Białystok: Bielca (Adj. Bielcensis)
- Bielitz-Biala: Bilici-Biala, Bielici-Biala
- Breslau: Vratislavia, Wratislavium
- Bromberg: Bydgostia
- Danzig: Dantiscum, Gedania, Gedanum
- Elbing: Elbinga, Elbingus, Elbinca, Elbangum, Elbingense castrum
- Glogau: Glogua
- Heiligkreuz: Crux sanctus
- Hirschberg: Cervigera mons, Cervimontium
- Kalisch: Calisia in Suevia
- Kattowitz: Katovicum
- Kolberg: Colberga
- Krakau: Cracovia, Graccouiam
- Kujawien: Cuiavia, pagus Cuyaviensis
- Kulm (Chełmno): Culmen
- Lebus: Lubus, Lebusium, Libusia
- Liegnitz: Legnitium, Lignicensis urbs, Licnicium, Lignitium, Ligus, Lugidunum
- Lodz: Lodzia
- Masowien: Masovia, Neoborussia
- Masuren: Masovia
- Oppeln: Opulia, Oppolium
- Ostrowo: Ostrovia
- Neiße: Nissa
- Podlachien: Podlachia
- Pommern: Pomorania, longum mare
- Posen: Posna, Posnania, Poznania
- Rzeszów: Resovia
- Sandomierz: Sandomir
- Schlesien: Silesia
- Schieratz: Siradia
- Słubice (Frankfurt): Francofurtum ad Viadrum, Traiectum ad Oderam
- Stettin: Stettinum
- Thorn: Thorunium, Thorunum, Thorunia, Thorunii Borussorum
- Warschau: Varsavia, Varsovia
- Weichsel: Vistula fluvius, Istrianus, Iustula, Viscia, Vissula, Vistillus, Vistla, Visua, Vysla
- Zgorzelec (Görlitz): Gorlicium

### Portugal
- Coimbra: Conimbriga, Conimbria, Conimbrica, Colimbria, Coimbra
- Lissabon: Olysippone, Olisipo, Lisbonum, Felicitas Iulia
- Porto: Portus Calensis
- Braga: Bracara Augusta
- Chaves: Aquae Flaviae

### Rumänien
- Alba Iulia: Apulum
- Brașov: Corona
- Cluj: Claudiopolis
- Constanța: Tomis
- Mangalia: Callatis
- Oradea Mare: Magnovaradinum
- Sibiu: Cibinium
- Târgu Mureș: Novum Forum Siculorum

### Russland
- Jaroslawl: Jaroslavia
- Jekaterinburg: Catharinoburgum
- Kaliningrad: Regiomontium
- Moskau: Moscovia, Moscua, Mosqua, Moscha
- Pskow: Pscovia, Plescovia
- Rostow: Rostovia
- Smolensk: Smolenscum, Smolsca
- Twer: Tueria
- Sankt Petersburg: Petropolis, Petroburgum
- Weliki Nowgorod: Novogardia Magna
- Wladimir: Volodimiria

### Schweden
- Göteborg (Gotenburg, Gothenburg): Gothoburgum
- Helsingborg (Helsingburg): Helsingburgum (Elsinburgum)
- Lund: Londinium Gothorum, Londinum Scanorum, Lunda
- Malmö: Malmogia
- Stockholm: Holmia
- Strängnäs: Strengnesium
- Uppsala: Upsalia
- Uranienborg (Uranienburg): Uraniburgum
- Västerås: Arosia

### Schweiz
- Arbon: Arbor Felix
- Aubonne: Bona aula
- Augst: Augusta raurica, Augusta Rauracorum
- Avenches: Aventicum
- Baden: Aquae Helveticae
- Bad Zurzach: Tenedo, Tenedone
- Baltschieder: Ponczirrum
- Basel: Basilia, Augusta Basiliensis, Augusta Munatiana, Athenae Helveticorum, Athenae Rauracorum
- Bern: Brenodurum, Berna
- Bernhardzell: Bernhardi cella
- Beromünster: Berona, Peronis monasterium
- Bonaduz: Beneducium
- Boudry: Baudria
- Bremgarten AG: Bremveartum, Bremogartum
- Brütten: Britona
- Chur: Curia urbs, Curia Raetorum
- Eschenz: Vicus Tasgetium
- Freiburg (im Üechtland): Friburgum (Nuithonum)
- Genf: Genava, Geneva, Gebenna, Aurelia Allobrogum
- Kaiseraugst: Augusta raurica, Augusta Rauracorum
- Kempraten: Centum Prata
- Lausanne: Lousonna
- Mellingen AG: Mellinga
- Morges: Morgii
- Lieli: Liela
- Pfyn: Ad Fines
- Pruntrut: Brunntrudum, Bruntraut
- Saint-Maurice: Vallensium civitas, Veragrorum civitas, Claudii forum,
- St. Gallen: Fanum Sancti Galli
- Schaffhausen: Probatopolis, Sebasthusia, Scaphusia
- Schwyz: Suitia
- Sion: Sedunum
- Solothurn: Solodurum
- Stein am Rhein: Tasgetium
- Studen (BE): Petinesca
- Thun: Dunum
- Veltlin: Valtellina
- Vevey: Viviscus
- Windisch: Vindonissa
- Winterthur: Vitudurum
- Yverdon: Eburodunum
- Zermatt: Pratobornum
- Zug: Tugium
- Zürich: Turicum

### Serbien
- Belgrad: Singidunum
- Caričin Grad: Justiniana prima
- Kostolac: Viminatium
- Niš: Naissus
- Sremska Mitrovica: Sirmium

### Slowakei
- Bratislava: Bisonium, Bosania, Brecislaburgum, Busonium
- Trnava: Tirnavia

### Slowenien
- Celje: Celeia
- Ljubljana: Emona
- Maribor: Marburgum
- Ptuj: Poetovio

### Spanien
- Alicante: Lucentum
- Barcelona: Barcino, Barchinona, Barcinona
- Bilbao: Flabiobriga
- Cádiz: Gades
- Calp: Calpea
- Cartagena: Carthago Nova
- Córdoba: Corduba
- Granada: Garnatae
- Lérida (Lleida): Ilerda
- Madrid: Mantua, Martriti
- Mérida: Emerita Augusta
- Osuna: Ursaona
- Salamanca: Salmanticae
- Saragossa: Caesaraugusta
- Sevilla: Hispalis, Sibilia
- Toledo: Toletum
- Valladolid: Pincia, Pintia, Valdoletum, Vallisoletum
- Valencia (València): Valentia

### Tschechien
- Brünn: Brinna, Brinnium, Bruenna, Bruna, Eburodunum
- Budweis: Budovisium
- Elbogen: Cubitensis
- Freudenthal: Vallis Gaudiorum
- Gottesgab: Theodosium
- Hohenfruth: Altum Vadum
- Karlsbad: Thermae Carolinae
- Jägerndorf: Carnovia
- Klattau: Clattovia, Glattovia
- Leitmeritz: Liutomericium
- St. Joachimsthal: valle Joachimica
- Prag: Praga
- Proßnitz in Mähren: Prostanna
- Olmütz: Olomucium
- Ostrau: Ostravia
- Troppau: Oppavia

### Ukraine
- Kyjiw: Chiovia, Kiovia
- Lwiw: Leopolis

### Ungarn
- Budapest: Aquincum
- Győr: Arrabona
- Pécs: Sopianae
- Szeged: Partiscum
- Székesfehérvár: Alba Regalis
- Szombathely: Colonia Claudia Savaria

### Belarus
- Minsk: Minscum, Minscensis Lithuanorum, Minsca

## Asien

### Afghanistan
- Kabul: Kabura

### China
- Jiayuguan: Issedon skythia
- Xi’an: Sera metropolis

### Indien
- Kodungallur: Muziris
- Madurai: Modura regia
- Patna: Palibothra
- Taxila: Taxiala
- Ujjain: Ozena regia

### Irak
- Erbil: Arbela

### Iran
- Damghan: Hekatompylos
- Hamadan: Ekbatana

### Israel/Palästina
- Jerusalem: Hierosolyma, Jerusalem, Aelia Capitolina
- Keisarija: Caesarea Maritima

### Japan
- Kyōto: Meacum
- Nagasaki: Nagasachium

### Libanon
- Baalbek: Heliopolis
- Beirut: Berytos
- Tyrus: Tyros

### Saudi-Arabien
- Tayma: Thaema

### Syrien
- Baniyas: Balaneae
- Damaskus: Damascus
- Latakia: Laodicea
- Tadmur: Palmyra
- Tartus: Arados

### Turkmenistan
- Mary: Antiocheia

### Türkei
- Amasya: Amasia
- Ankara: Ancyra
- Antakya: Antiochia
- Antalya: Attalea
- Akhisar: Thyatira
- Balat: Miletus
- Bergama: Pergamum
- Bodrum: Halikarnassos
- Dinar: Apameia Kibotos
- Denizli: Laodicea
- Edirne (Adrianopel): Hadrianopolis
- Hissarlik: Troia
- İskenderun: Alexandretta
- Istanbul (Konstantinopel): Byzantium, Constantinopolis, Nova Roma
- İzmir: Smyrna
- İzmit: Nikomedia
- İznik: Nicaea
- Kadiköy: Chalkedon
- Kayseri: Caesarea
- Konya: Iconium
- Sinop: Sinope und Sinopa
- Zile: Zela

### Usbekistan
- Samarqand: Maracanda

### Zypern
- Famagusta: Arsinoe

## Afrika

### Ägypten
- Alexandria: Alexandria
- Assuan: Syene
- Sinai: Arabia

### Algerien
- Algier: Icosium
- Annaba: Hippo Regius
- Cherchell: Iol Caesarea

### Libyen
- Garama: Garama

### Marokko
- Tanger: Tingis

### Tunesien
- Tunis: Tunes, Carthago

## Amerika

### Kanada
- Montreal: Mons Regius (früher Ville-Marie = Marianopolis)

### Vereinigte Staaten von Amerika
- Baton Rouge (Louisiana): Rubrobastum (Ludoviciana)
- Los Angeles: Angelopolis
- New York: Novum Eboracum
- Pittsburgh (Pittsburg): Pittsburgum

### Paraguay
- Asunción: Urbs Assumptionis bzw. Assumptio (von Mariä Himmelfahrt)
- Arroyos y Esteros: Rivi Et Esteri
- Caaguazú: Herba Magna
- Caapucu: Herba Longa
- Ciudad del Este: Urbs Orientalis
- Fernando de la Mora: Fernandum Morae
- Ita: Ropus
- Limpio: Tersus
- Luque: Luqe
- Pedro Juan Caballero: Petrus Juan Caballero
- Salto del Guairá: Saltus Guairae
- Villarrica: Villae Locuples

## Gewässernamen
- Elbe: Albis
- Ems: Amisa (Amisia)
- Lippe: Lupia
- Main: Moenus (Moenis)
- Isar: Isara
- Oder: Adora, Odagra, Oddara, Oddora, Oderaha, Odora, Suavus, Suevus, Viader, Viadus
- Rhein: Rhenus